# Kinclaven

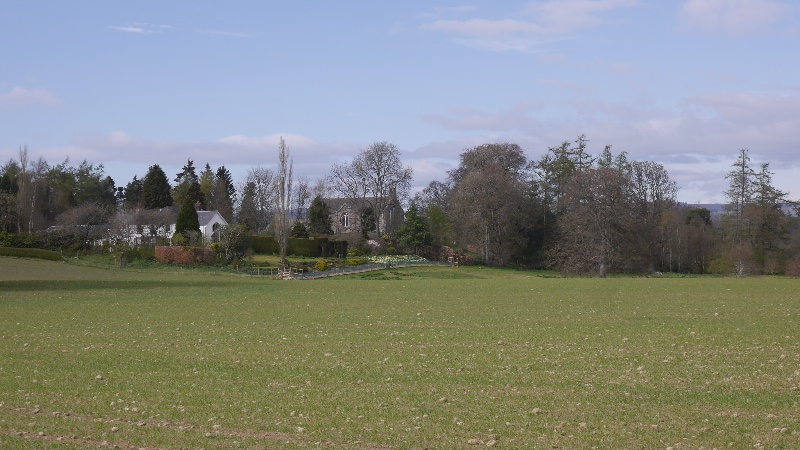
Blick von Süden auf den Ort

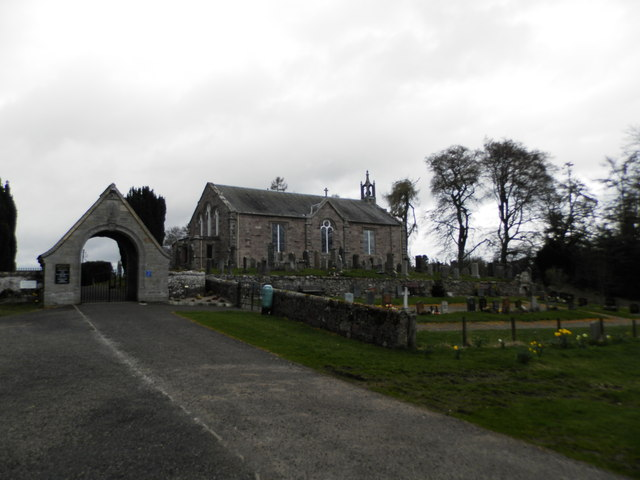
Die Kirche mit dem Friedhof

Kinclaven ist eine kleine Ortschaft, die im Norden von Schottland nördlich von Perth in der Council Area Perth and Kinross liegt. Im Rahmen der historischen Gliederung Schottlands in Civil Parishes bildet es den Hauptort der gleichnamigen Einheit, die zu Perthshire gehörte.

## Geographie
Kinclaven liegt wenig westlich des rechten Ufers des Flusses Tay, der hier eine ausgedehnte Schleife nach Osten macht, und gegenüber der Einmündung des Isla. Die Gegend ist dementsprechend flach, sie weist mehrere Waldungen auf. Die Häuser des Ortes liegen am Ende einer Straße, die in nördlicher Richtung von einer nachrangigen anderen abzweigt. Diese verbindet Murthly im Westen mit Meikleour auf der anderen Seite des Tays. Nach Perth sind es etwa 16 Kilometer. Eine kleinere Ortschaft in der Nähe ist Ballathie im Südwesten.

## Historisch Bedeutsames
In Kinclaven stehen vier Bauwerke, die als Listed Building in unterschiedlichen Kategorien eingestuft wurden. Es sind die Kirche Kinclaven Parish Church mit dem alten Pfarrhaus, das, am Eingang des Friedhofes in Form eines Tores, ausgestalte Kriegerdenkmal Kinclaven War Memorial sowie ein Denkmal, das an den 1608 verstorbenen Alexander Campbell of Carco, Bischof von Brechin erinnert. Außerhalb im Südosten kommt die Brücke Kinclavan Bridge über den Tay hinzu. Etwas südlich von ihr stand mit Kinclaven Castle eine Burg. Da von dieser nur wenige bauliche Überreste vorhanden sind, wurde sie 1936 als Scheduled Monument ausgewiesen.